# Auringen
Auringen est un quartier de la ville de Wiesbaden en Allemagne.